# Campeonato Mundial de Natação em Piscina Curta de 2021 - 4x200 m livre masculino
A prova dos 4x200 metros livre masculino do Campeonato Mundial de Natação em Piscina Curta de 2021 foi disputado no dia 19 de dezembro de 2021, na Etihad Arena, em Abu Dhabi, nos Emirados Árabes Unidos.

## Recordes
Antes desta competição, os recordes mundiais e do campeonato nesta prova eram os seguintes:
|                       | Nacionalidade | Tempo   | Local    | Data                   |
| --------------------- | ------------- | ------- | -------- | ---------------------- |
| Recorde mundial       | Brasil        | 6:46.81 | Hangzhou | 14 de dezembro de 2018 |
| Recorde do campeonato | Brasil        | 6:46.81 | Hangzhou | 14 de dezembro de 2018 |

## Medalhistas
| Ouro | Prata | Bronze                                                                                                 |
| Estados Unidos · Kieran Smith · Trenton Julian · Carson Foster · Ryan Held · Hunter Tapp[a] · Zach Harting[a] | Vladislav Grinev Aleksandr Shchegolev Mikhail Vekovishchev Ivan Girev Nikolay Snegirev[a] Daniil Shatalov[a] | Brasil · Fernando Scheffer · Murilo Sartori · Kaique Alves · Breno Correia · Leonardo Coelho Santos[a] |

a  Nadadores que participaram apenas nas eliminatórias e receberam medalhas.

## Resultados

### Eliminatórias
As eliminatórias ocorreram dia 19 de dezembro com um total de 11 nacionalidades.
| Colocação | Bateria | Raia | Nacionalidade              | Nadadores | Tempo   | Notas |
| --------- | ------- | ---- | -------------------------- | --- | ------- | ----- |
| 1         | 1       | 4    | Federação Russa de Natação | Nikolay Snegirev (1:44.06) Ivan Girev (1:43.25) Daniil Shatalov (1:44.30) Mikhail Vekovishchev (1:43.22)         | 6:54.83 | Q     |
| 2         | 1       | 5    | Itália                     | Alberto Razzetti (1:43.01) Filippo Megli (1:43.44) Marco De Tullio (1:45.06) Matteo Lamberti (1:45.01)           | 6:56.52 | Q     |
| 3         | 1       | 3    | Brasil                     | Breno Correia (1:43.23) Murilo Sartori (1:43.81) Kaique Alves (1:44.38) Leonardo Coelho Santos (1:45.14)         | 6:56.56 | Q     |
| 4         | 2       | 3    | China                      | Hong Jinquan (1:45.10) Pan Zhanle (1:44.66) Zhang Ziyang (1:45.70) Chen Ende (1:44.73)                           | 7:00.19 | Q     |
| 5         | 1       | 1    | Noruega                    | Tomoe Hvas (1:44.18 ) Markus Lie (1:44.96) Henrik Christiansen (1:45.56) Jon Jøntvedt (1:46.33)                  | 7:01.03 | Q,    |
| 6         | 2       | 6    | Irlanda                    | Jack McMillan (1:42.98) Robert Powell (1:47.41) Finn McGeever (1:45.98) Jordan Sloan (1:45.98)                   | 7:02.35 | Q,    |
| 7         | 2       | 5    | Estados Unidos             | Trenton Julian (1:43.33) Hunter Tapp (1:47.77) Zach Harting (1:46.16) Carson Foster (1:45.62)                    | 7:02.88 | Q     |
| 8         | 2       | 2    | Turquia                    | Baturalp Ünlü (1:45.18) Efe Turan (1:46.92) Mert Kılavuz (1:49.61) Berke Saka (1:48.18)                          | 7:09.89 | Q     |
| 9         | 1       | 2    | Hong Kong                  | Cheuk Ming Ho (1:46.60) Ng Yan Kin (1:54.21) Ho Tin Long (1:55.03) Michael Ng (1:55.70)                          | 7:31.54 |       |
| 10        | 2       | 7    | Kuwait                     | Waleed Abdulrazzaq (1:52.60) Faisal Al-Tannak (1:56.58) Mashari Al-Samhan (1:57.93) Sauod Al-Shamroukh (1:55.53) | 7:42.64 |       |
| 11        | 1       | 7    | Vietname                   | Phạm Thanh Bảo (2:00.53) Hồ Nguyễn Duy Khoa (1:54.33) Nguyễn Hữu Kim Sơn (1:52.46) Trần Hưng Nguyên (1:57.52)    | 7:44.84 |       |
| 13        | 1       | 6    | Singapura                  | | DNS     |       |
| 13        | 2       | 1    | Bulgária                   | | DNS     |       |
| 13        | 2       | 4    | Reino Unido                | | DNS     |       |

### Final
A final foi realizada em 19 de dezembro.
| Colocação         | Raia | Nacionalidade              | Nadadores | Tempo   | Notas            |
| ----------------- | ---- | -------------------------- | --- | ------- | ---------------- |
| Medalha de ouro   | 1    | Estados Unidos             | Kieran Smith (1:41.79) Trenton Julian (1:41.35) Carson Foster (1:41.65) Ryan Held (1:42.21)                   | 6:47.00 | Recorde nacional |
| Medalha de prata  | 4    | Federação Russa de Natação | Vladislav Grinev (1:43.18) Aleksandr Shchegolev (1:40.86) Mikhail Vekovishchev (1:42.16) Ivan Girev (1:42.92) | 6:49.12 |                  |
| Medalha de bronze | 3    | Brasil                     | Fernando Scheffer (1:42.51) Murilo Sartori (1:42.07) Kaique Alves (1:43.15) Breno Correia (1:41.87)           | 6:49.60 |                  |
| 4                 | 5    | Itália                     | Matteo Ciampi (1:42.93) Thomas Ceccon (1:44.23) Filippo Megli (1:42.99) Alberto Razzetti (1:41.33)            | 6:51.48 | Recorde nacional |
| 5                 | 6    | China                      | Hong Jinquan (1:45.44) Pan Zhanle (1:43.12) Zhang Ziyang (1:44.53) Chen Ende (1:45.45)                        | 6:58.54 |                  |
| 6                 | 7    | Irlanda                    | Jack McMillan (1:42.84) Jordan Sloan (1:44.94) Finn McGeever (1:45.84) Robert Powell (1:45.92)                | 6:59.54 | Recorde nacional |
| 7                 | 2    | Noruega                    | Tomoe Hvas (1:44.51) Markus Lie (1:44.37) Henrik Christiansen (1:45.08) Jon Jøntvedt (1:47.27)                | 7:01.23 |                  |
| 8                 | 8    | Turquia                    | Baturalp Ünlü (1:44.25) Efe Turan (1:47.12) Mert Kılavuz (1:48.41) Berke Saka (1:47.55)                       | 7:07.33 | Recorde nacional |

Legenda
| Recorde mundial       | Recorde mundial (World record)               |                       | Recorde africano                      | Recorde africano (African) |                                           | Q | Classificado por posição (Qualified) |
| Recorde do campeonato | Recorde do campeonato (Championship record)  | Recorde da América    | Recorde da América (Americas)         | q                          | Classificado por melhor tempo (Qualified) |   |                                      |
| Melhor marca do ano   | Melhor marca do ano (World leading)          | Recorde asiático      | Recorde asiático (Asian)              | DNS                        | Não largou (Did not start)                |   |                                      |
| Recorde nacional      | Recorde nacional (National record)           | Recorde europeu       | Recorde europeu (European)            | DNF                        | Não terminou (Did not finish)             |   |                                      |
| Recorde pessoal       | Recorde pessoal do atleta (Personal best)    | Recorde da Oceania    | Recorde da Oceania (Oceania)          | DSQ / DQ                   | Desclassificado (Disqualified)            |   |                                      |
| Recorde da temporada  | Recorde da temporada do atleta (Season best) | Recorde sul-americano | Recorde sul-americano (South America) | NM                         | Sem marca (No mark)                       |   |                                      |